# Луїс Марія Саласар
Луїс Марія Саласар-і-Саласар (ісп. Luis María Salazar y Salazar; 13 березня 1758 — 29 квітня 1838) — іспанський військовик і політик, виконував обов'язки державного секретаря країни 1823 року. Також 1814 року очолював морське міністерство.